# Torpedoversuchsanlage Seewerk Immenstaad
Die Torpedoversuchsanlage Seewerk Immenstaad am Bodensee war während des Zweiten Weltkriegs ein Projekt der deutschen Luftwaffe zur Montage und Erprobung von Torpedos. Das sogenannte „Seewerk“ wurde 1943 von der Luftschiffbau Zeppelin (LZ) projektiert und errichtet, aber nicht mehr vollendet, sondern nur provisorisch in Betrieb genommen. 1945 beschlagnahmte die französische Marine die Anlage. Nach dem Abzug des Militärs erwarben die Dornier-Werke 1956 das Seewerk-Gelände, das inzwischen ein bedeutender Standort der Airbus Group ist.

## Torpedoversuchsanlage

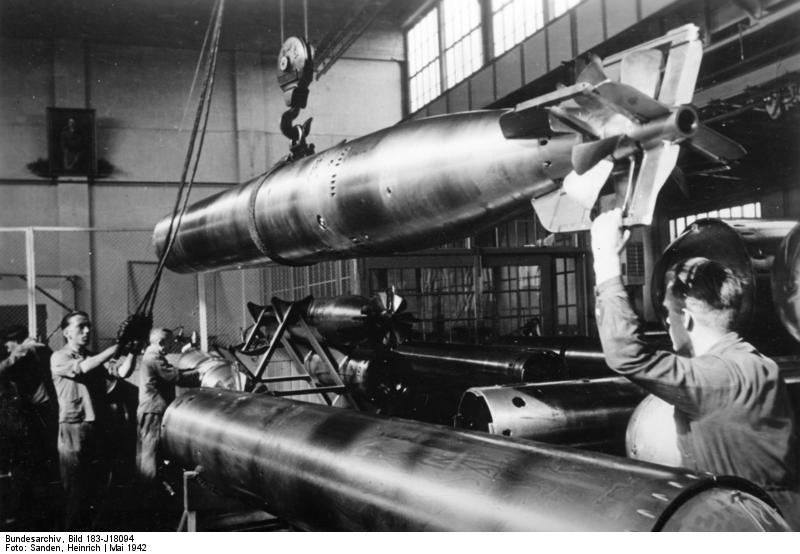
Torpedowerkstatt

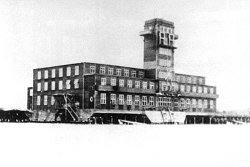
Torpedo-Schießstandgebäude der TVA Neubrandenburg, wie es auch im Seewerk geplant war

Torpedoversuchsanlagen waren bis 1945 die Torpedoversuchsanstalten (TVA) der Kriegsmarine und die Torpedowaffenplätze (TWP) der Luftwaffe, die besonders nach der Torpedokrise 1941 für die Funktion der Geräte verantwortlich waren. Dazu wurde in Werkstätten „trocken“ Leistung, Geschwindigkeit, Tiefensteuerung und Geradeauslauf eingestellt. Beim folgenden „nassen“ Einschießen aus einem Schießstandgebäude wurden auf einer Teststrecke das Startverhalten sowie der Unterwasserlauf geprüft und in mehreren Durchgängen solange nachjustiert, bis die erforderliche Präzision erreicht wurde.

## Das LZ-Seewerk Immenstaad

### Die 1943 geplante Anlage
Im Januar 1943 erteilte der Reichsminister der Luftfahrt und Oberbefehlshaber der Luftwaffe (Planungsamt) der Luftschiffbau Zeppelin GmbH in Friedrichshafen den Auftrag, „am Bodensee eine Anlage für die Fertigung und das Einschießen von Flugzeugtorpedos“ mit einer Einschießkapazität von 1000 sowie die Montage von 400 Flugzeugtorpedos des Typs F5b pro Monat zu projektieren und bis zum Herbst 1943 zu errichten. Für dieses Projekt eignete sich die Bucht östlich von Immenstaad in jeder Hinsicht: Wassertiefe 10 bis 40 m, sandiger und hindernisfreier Untergrund, kein Schiffsverkehr.
Zwischen Immenstaad und Fischbach wurden auf der Gemarkung der Gemeinde Immenstaad 17 ha Bauland für Montage-, Reparatur- und Lagerhallen und andere Gebäude mit einer Arbeitsfläche von 8000 m² von örtlichen Bauern erworben. Der Personalbedarf wurde mit 1400 Arbeitskräften angesetzt. Schon zu Beginn der Bautätigkeit zog die LZ sogenannte Fremdarbeiter vom Lager Raderach zum Lager Seewerk ab; der Plan des Seewerks vom 6. Juni 1944 weist östlich der Hallen vier Baracken für 350 Personen aus.
Ein Gleisanschluss vom Bahnhof Fischbach und eine Abfahrt von der Reichsstraße 31 ließen sich leicht herstellen. Beide führten zur 105 × 209 m großen Werkhalle. Seeseitig war eine 300 bis 400 m lange Mole geplant mit einem Hafenbecken (60 × 80 m) für Torpedofangboote und Taucherboote. Am Molenkopf war ein großes Schießstandgebäude (30 × 40 m) mit einem 20 Meter hohen Kontrollturm vorgesehen. Dort sollten die Torpedos (ohne Sprengstoff) in Richtung Schlosskirche Friedrichshafen abgeschossen werden. Unregelmäßigkeiten sollten von Beobachtern auf 16 Pontons entlang der sechs Kilometer langen Bahn registriert werden und am Ende sollte ein Torpedofangboot die Torpedos mit Stahlnetzen bergen. Die Planung musste in den folgenden Monaten infolge von Material- und Arbeitskräftemangels sowie Bombenschäden mehrfach revidiert werden. Ende April 1944 waren 85 % der Betriebsanlagen teilweise schwer beschädigt und unbrauchbar.

### Das Provisorium 1944/1945
Im Herbst 1943 war der Damm zwar aufgeschüttet, aber der Weiterbau bereitete infolge des weichen Seeuntergrundes erhebliche Schwierigkeiten. Die schweren Betonelemente waren instabil und die zur Fixierung in den Boden gerammten 28 Meter langen Fichtenstämme trieben schon bald im See. Wegen dieser Verzögerung wurde mit dem Bau des Schießstandgebäudes erst bei Betriebsbeginn der Anlage im Dezember 1943 begonnen.
Man entschied sich deshalb für eine provisorische Lösung mit einer reduzierten Einschießzahl von 160 Torpedos und 450 Schuss pro Monat. Als Ersatz für das Schießstandgebäude beschlagnahmte die deutsche Kriegsmarine im Januar 1944 das seit 1941 stillgelegte Passagierschiff Oesterreich, das den zuvor eingesetzten unvollendeten Schiffsneubau Konstanz ablöste. Die Oesterreich wurde mit einem Kompressor und einer überdachten Schießstandplattform für einen Torpedorohrsatz auf dem Achterdeck des Schiffs ausgestattet, das Vorschiff und Oberdeck wurden mit je einer 2-cm-Flak bestückt. Zur Beförderung der Torpedos wurde der vordere Mast durch einen Ladebaum ersetzt und vom Bug zum Heck wurden auf dem Hauptdeck Feldbahngleise verlegt. Die Salons wurden Büros und Werkstätten. In Ufernähe lag der Flakkahn Argen zur Flugabwehr verankert, eine Eisenbahnflak war vor dem Bahnhof Fischbach postiert. Nach dem schweren Luftangriff am 29. April 1944 war die geplante Serienproduktion von Lufttorpedos durch die LZ nicht mehr möglich. Maximal wurden 80 Torpedos pro Monat hergestellt. In der Torpedoschießwerkstatt testete die Kriegsmarine den akustisch eigengesteuerten Torpedo Zaunkönig. Angeschlossen war die Ausbildung an dem neuen Typ. Nur vereinzelt wurden Torpedos auch von Flugzeugen aus eingeschossen.

### Das Seewerk 1945–1955 unter französischer Verwaltung
Kurz vor Kriegsende und der Besetzung des Seewerks durch den Combat Command No. 5 der französischen 1. Armee erreichte die Oesterreich ihren Heimathafen Bregenz und war an der Internierung deutscher Bodenseeschiffe in der Schweiz 1945 beteiligt. Am 17. Mai 1945 wurde sie an die französische Marine ausgeliefert. Im Gegensatz zu den anderen österreichischen Schiffen wurde sie nicht zurückgegeben, sondern als Kriegsschiff beschlagnahmt. Sie wurde von der französischen Marine erneut für Torpedoversuche im Laboratoire Gerätewerk d'études sur les torpilles d’Immenstaad verwendet, bei denen auch deutsche Spezialisten mitarbeiteten. Der Alliierte Kontrollrat in Berlin verhinderte mit dem Kontrollratsgesetz Nr. 25 ab Mai 1946 den Aufbau eines Ingenieurbüros der Askania-Werke AG im Seewerk. Infolgedessen arbeitete eine Gruppe deutscher Forscher unter Leitung von Heinz Bittel in einem Torpedo-Laboratorium der Marine nationale in Saint-Raphaël (Var).
Im Schutz der Mole wurde eine Wasserflugzeugstation eingerichtet. Vier einmotorige Schwimmerflugzeuge des Typs Latécoère 298 waren in der Base de l’Aéronautique Navale ’Z’ d’Immenstaad zur Überwachung der Seegrenze stationiert. Bestandteil dieses Standorts war ein Kriegsgefangenenlager. Ob die Marine-Torpedobomber für Torpedoversuche eingesetzt wurden, ist nicht bekannt. Drei Maschinen gingen bis September 1945 bei Unfällen verloren. Das Seewerk wurde demontiert und die Betonmole vor dem Abzug der Marine 1947 gesprengt. Das Gelände wurde vom französischen Militär bis 1955 weiter genutzt. 1948 wurde das fahruntüchtige und demolierte Schießschiff Oesterreich nach Bregenz geschleppt, wo es weitere drei Jahre lag, bevor es renoviert und mit modernem Aussehen bis Herbst 2009 wieder im Liniendienst verkehrte.
Derzeit wird es als „Museumsschiff MS OESTERREICH“ vom Eigner-Freundeskreis im alten Stil restauriert.

### Die Dorniermole
Unter diesem Namen ist der Damm mit zwei vorgelagerten Inseln heute bekannt, weil das Seewerk-Gelände 1956 von den Dornier-Werken gekauft wurde, allerdings ohne die gesprengte Mole. Die Betonblöcke auf dem Damm wurden Ende der 1960er Jahre mit Kies verfüllt. Inzwischen sind die Vogelinseln mit Pflanzen bewachsen und stehen unter Naturschutz. Am Dammfuß hat sich ein kleines Erholungsgebiet gebildet, davor ist das Bojenfeld eines Segelvereins.
Im Stadtarchiv Friedrichshafen befinden sich einige Torpedo-Bruchstücke als Relikte dieser Zeit. Taucher berichteten von zwei gesunkenen, eisernen, motorisierten Lauen – kleine Lastschiffe. Westlich des Damms lagen drei große, ursprünglich französische Flugboote der Kriegsmarine, die ein englisches Flugzeug 1944 versenkt hatte. Die Wracks, darunter eine Latécoère 631, das damals weltweit größte Flugzeug, wurden später durch ein Schweizer Bergungsunternehmen gehoben. Das ehemalige Seewerk ist jetzt im Besitz der Airbus Defence and Space GmbH, in deren Umfeld sich ein Technologiezentrum entwickelte.

### Fund eines Übungstorpedos
Im Februar 2017 wurde bei der routinemäßigen Auswertung von Luftbildern durch die Wasserschutzpolizei und dem Kampfmittelräumdienst auf der Suche nach Sprengkörpern aus dem Zweiten Weltkrieg ein Torpedo entdeckt.
Er steckte im Flachwasserbereich (Wysse) etwa 400 m vor Friedrichshafen-Seemoos in zehn Meter Wassertiefe fast zwei Meter tief im Schlick. Nach aufwendigen Vorbereitungen konnte er am 8. März 2017 geborgen werden und erwies sich als Übungsversion eines deutschen Lufttorpedos vom Typ F5W: 5,4 m lang, Kaliber 45 cm, Gewicht 950 kg, ohne Sprengstoff. Das relativ gut erhaltene Exemplar wurde vor mehr als 70 Jahren von der Oesterreich abgeschossen und ist vor Erreichen des Ziels gesunken. Nach Mitteilung des Kampfmittelbeseitigungsdienstes Baden-Württemberg handelt es sich bei dem Torpedo um einen Prototyp, eine Übungswaffe ohne Sprengstoff. Er wird vom Dienst zur Schulung des Personals genutzt werden.